# Казін (Александровський повіт)
Казін (пол. Kazin) — село в Польщі, у гміні Александрув-Куявський Александровського повіту Куявсько-Поморського воєводства.
У 1975-1998 роках село належало до Влоцлавського воєводства.